# Qalʿat Ibn Maʿn
Die Qalʿat Ibn Maʿn (arabisch قلعة ابن معن), auch Qalʿat Faḫr ad-Dīn al-Maʿnī (قلعة فخر الدين المعني), Qalʿat Tadmur (قلعة تدمر) oder Qaṣr Ibn Maʿn (قصر ابن معن) genannt, ist eine gut erhaltene Festung nahe der antiken Ruinenstadt Palmyra (heute: Tadmur) im syrischen Gouvernement Homs.

## Geschichte
Die Festung wurde vermutlich in mamlukischer Zeit (1250–1517) errichtet. Andere Forschungen sprechen von einem ayyubidischen Vorgängerbau von ca. 1230. Der libanesische Drusen-Emir Fachr ad-Dīn (reg. 1585–1633) dehnte sein Fürstentum, das der Maʿn-Dynastie (daher der Name), nach Osten über die Burg Schmemis bis hierher aus und baute sie zu einem schlossähnlichen Wohnsitz um. Er versuchte, seinen Herrschaftsbereich auf Kosten der Osmanen auszudehnen. Dieses Bestreben war aber nicht erfolgreich: Er wurde von den Türken verfolgt, gefangen genommen und 1635 in Konstantinopel hingerichtet.

## Besichtigung
Die Besichtigung der Festung war vor dem Bürgerkrieg in Syrien jeden Tag möglich. Sie liegt etwa zwei Kilometer nördlich der heutigen Stadt Tadmur. Eine Straße führt an der Nordseite des Berges unmittelbar zum Burgeingang hinauf.

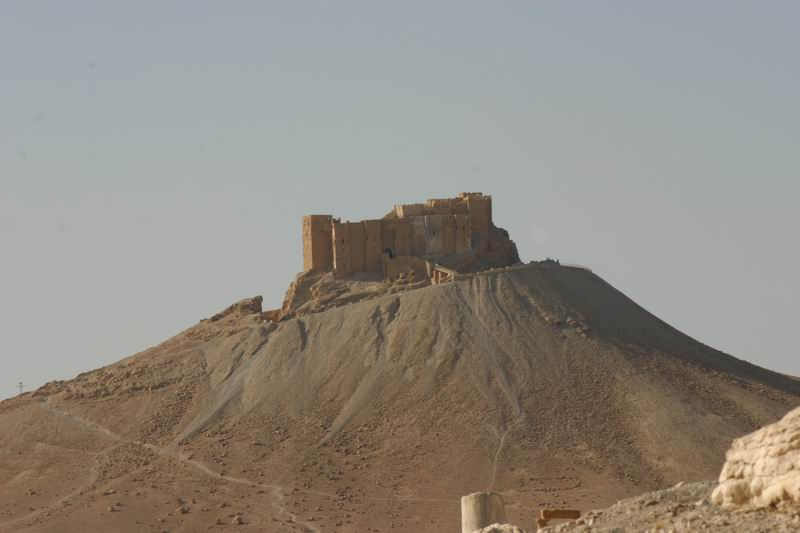
Qalʿat Ibn Maʿn
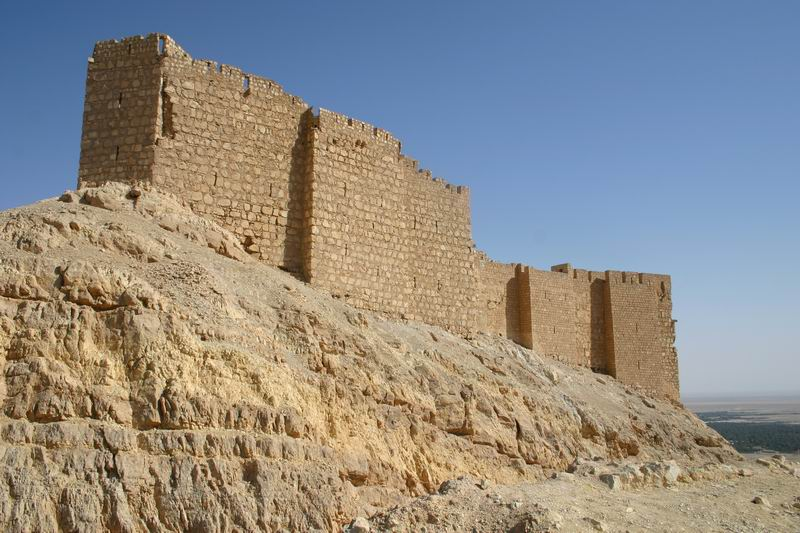
Qalʿat Ibn Maʿn
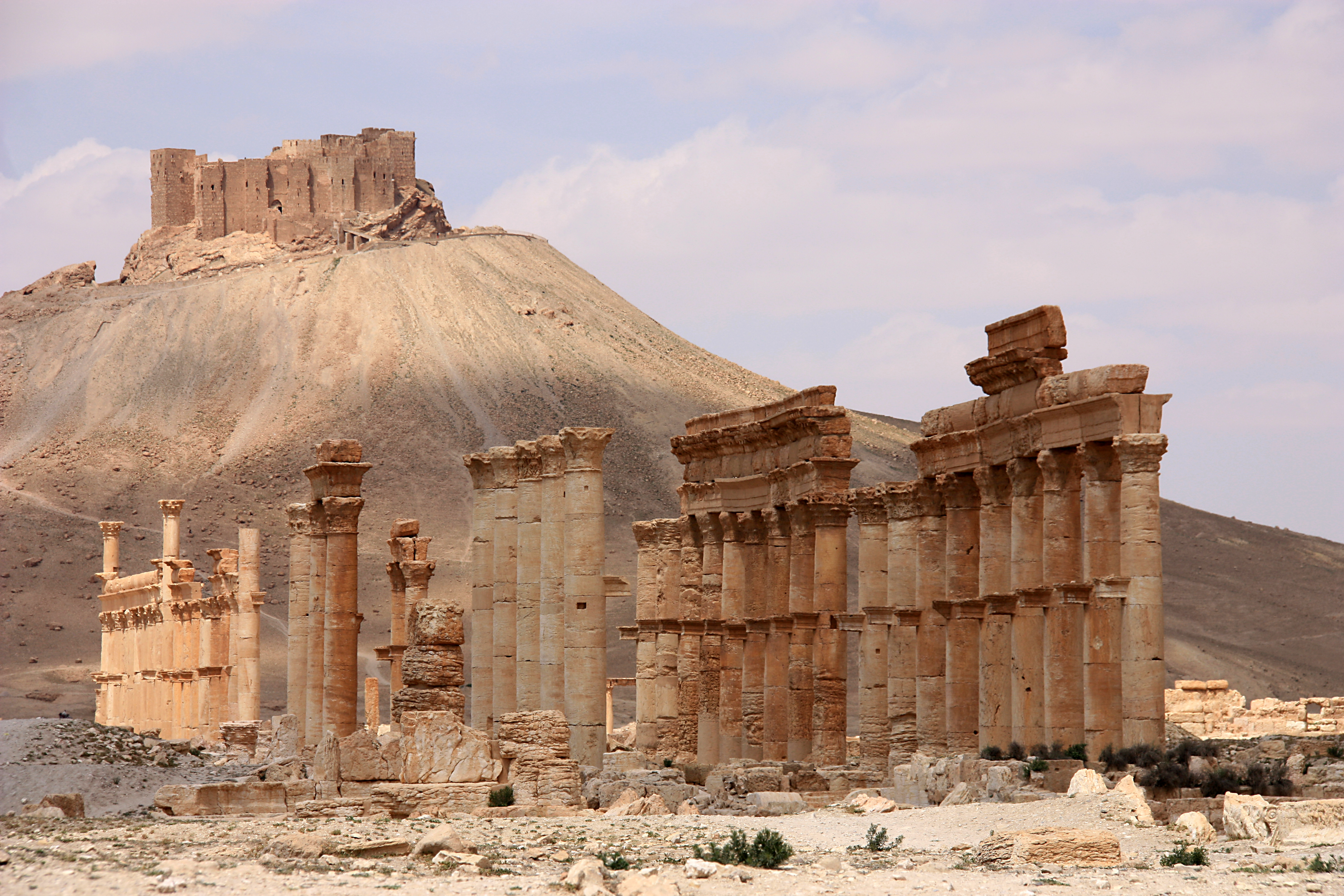
Mit der Anlage von Diocletian